# Abdij van Scheyern
De OLV Hemelvaartsabdij van Scheyern (Lat. Abbatia stae. Mariae Virginis in coelum assumptae Schryrae) (Duits: Kloster Scheyern, Abtei Mariä Himmelfahrt und zum Heiligen Kreuz) is een benedictijnenabdij in de gemeente Scheyern in Beieren gelegen in het aartsbisdom München en Freising. De abdij ligt direct ten westen van het dorpscentrum. De abdij van Scheyern behoort tot de Beierse Congregatie.
Van 1972 tot 2001 was de Belgische dom Bernard Lambert abt van de abdij.

## Geschiedenis
De abdij is eigenlijk een voormalige burcht. Arnulf II van Beieren, paltsgraaf van het hertogdom Beieren, bouwde deze burcht of kasteel in 940. In 1123 verhuisde zijn nakomeling, Beierse paltsgraaf Otto IV van Wittelsbach de familie naar de burcht Wittelsbach bij Aichach en gaf hij het niet meer gebruikte kasteel aan de benedictijnen om er een abdij in te huisvesten.

## Grafkelder van de Wittelsbacher
In de koorkapel van de abdij, de voormalige Johanneskirche van het kasteel, is de eerste en oudste begraafplaats van het Wittelsbacher. De grafkelder werd meerdere malen opnieuw ontworpen door de eeuwen heen, meest recentelijk als een enkel hoog graf in 1967/69 (met de grafplaat vanaf het begin van de 17e eeuw). De volgende leden van de dynastie zijn hier begraven, onder andere:
- Otto I (Hertog van Beieren, 1117-1183),
- Agnes van Loon (echtgenote van Otto I, 1150-1191),
- Ludwig de Kelheimer (hertog van Beieren, zoon van Otto I, 1173-1231),
- Otto II (Hertog van Beieren, zoon van Louis I, 1206-1253),
- Agnes van Hannover (echtgenote van Otto II, 1201-1267).